# Caddy spoon

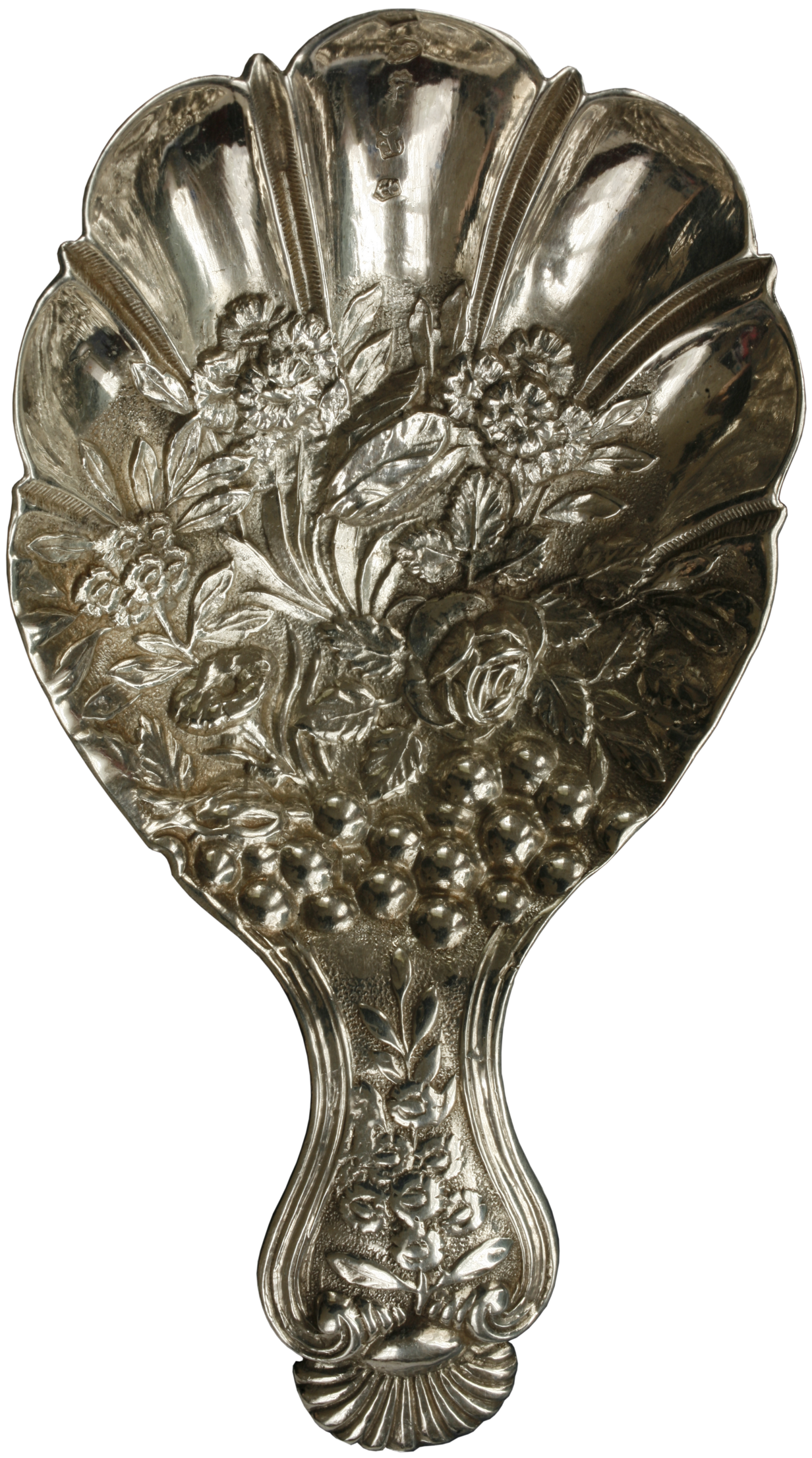
Une caddy spoon en argent datant de 1829.

La caddy spoon est un type de cuillère pour le service du thé.

## Description
La cuillère a généralement un cuilleron en forme de coquille et un manche court. Elle sert à transvaser les feuilles de thé se trouvant dans des boîtes (caddy) dans la théière.